# Acanthermia bathildes
Acanthermia bathildes är en fjärilsart som beskrevs av William Schaus 1933. Acanthermia bathildes ingår i släktet Acanthermia och familjen nattflyn. Inga underarter finns listade i Catalogue of Life.